# Sigisfredo Mair
Josef Siegfried Mair –conocido como Sigisfredo Mair– (Dobbiaco, 10 de agosto de 1939-San Candido, 15 de mayo de 1977) fue un deportista italiano que compitió en luge en la modalidad doble.
Participó en tres Juegos Olímpicos de Invierno entre los años 1964 y 1972, obteniendo una medalla de bronce en Innsbruck 1964 en la prueba doble. Ganó una medalla de bronce en el Campeonato Mundial de Luge de 1967.

## Palmarés internacional
| Juegos Olímpicos   | Juegos Olímpicos      | Juegos Olímpicos  | Juegos Olímpicos |
| Año                | Lugar                 | Medalla           | Prueba           |
| ------------------ | --------------------- | ----------------- | ---------------- |
| 1964               | Innsbruck (Austria)   | Medalla de bronce | Doble            |
| Campeonato Mundial |                       |                   |                  |
| Año                | Lugar                 | Medalla           | Prueba           |
| 1967               | Hammarstrand (Suecia) | Medalla de bronce | Doble            |